# NGC 6299
NGC 6299 (другие обозначения — MCG 10-24-97, ZWG 299.51, NPM1G +62.0209, PGC 59561) — эллиптическая галактика (E) в созвездии Дракон.
Этот объект входит в число перечисленных в оригинальной редакции «Нового общего каталога».